# Unified Display Interface
Unified Display Interface (UDI) es una nueva interfaz de video digital para sustituir al actual conector VGA de los PC, que fue desarrollada por Apple, Intel, LG Electronics, National Semiconductor, Samsung Electronics, Silicon Image, Nvidia, THine Electronics, FCI, Foxconn y JAE Electronics.
Soporta HDCP para protección de contenidos, tiene retrocompatibilidad con el DVI/HDMI y físicamente es idéntico al HDMI pero no transmite audio, estando solo destinado al vídeo.
Las licencias para UDI son gratuitas, por lo que no hay que pagar derechos (a diferencia de HDMI), por lo que resulta mucho más atractivo para los grandes fabricantes de monitores, TFTs y tarjetas gráficas que adopten rápidamente este conector como estándar universal destinado a la transmisión de vídeo de alta definición.
A comienzos de 2007 Intel comenzó a decantarse por el standard DisplayPort y se retiró del consorcio de apoyo a UDI. No ha habido nuevos anuncios sobre UDI desde entonces.

## Información general
UDI ofrece un mayor ancho de banda que sus predecesores (hasta 16 Gbit/s en su primera versión, en comparación con 4,9 Gbit/s de HDMI 1.0) Además, incorpora una forma de gestión de derechos digitales conocido como HDCP.
El conector tiene una sola fila de 26 pines. Tiene un aspecto muy similar al conector. Tres de los 26 pines no se utilizarán para transferir, sino que están reservados por la posibilidad de una mejora futura que aún no está determinada.
Los tapones de transmisión y recepción son un poco diferentes a los cables USB, y un cable de UDI solo se puede ajustar de una sola manera. La comunicación bidireccional funciona a una velocidad de datos mucho menor que la disponible para el flujo de datos de la dirección de video.
El 20 de diciembre de 2005, el Grupo de Interés Especial de la UDI (UDI SIG) se anunció. Se trabajó en la determinación de las especificaciones de refinado y la promoción de la interfaz. Incluidos los miembros de Apple Computer, Intel, LG, NVIDIA, Samsung y Silicon Image Inc.
La especificación de la UDI se finalizó en julio de 2006. Las diferencias entre la UDI y HDMI se mantiene al mínimo, ya que ambos fueron diseñados para las especificaciones de compatibilidad a largo plazo.

### Noticias
- «Unified Display Interface Nears Release». DailyTech. 2006-07-03. Archivado desde el original el 13 de julio de 2006. Consultado el 15 de agosto de 2006.
- «Next-gen display standard emerges for PC, HDTVs». EETimes. 2005-12-20. Consultado el 15 de agosto de 2006.
- «Industry group promotes UDI as successor of VGA graphical interface». TG Daily. 2005-12-20. Archivado desde el original el 23 de diciembre de 2005. Consultado el 15 de agosto de 2006.